# Північний міст (комп'ютер)

Північний і південний мости у архітектурі системної плати комп'ютера

Північний міст (англ. Northbridge; в окремих чипсетах Intel, також — контролер-концентратор пам'яті англ. Memory Controller Hub, MCH) — системний контролер чипсета на материнській платі платформи x86, до якого в рамках організації взаємодії підключені:
- через Front Side Bus — Центральний процесор,
- якщо у складі процесора немає контролера пам'яті, то через шину контролера пам'яті — оперативна пам'ять,
- через шину графічного контролера — відеоадаптер (в материнських платах нижнього цінового діапазону відеоадаптер часто вбудований). У такому випадку північний міст, вироблений Intel, називається GMCH (англ. Chipset Graphics and Memory Controller Hub).

Назву можна пояснити уявленням архітектури чипсета у вигляді карти. В результаті контролер-концентратор пам'яті буде розташовуватися в верхній частині карти, на півночі.
Виходячи з призначення, північний міст визначає параметри (можливий тип, частоту, пропускну здатність):
- системної шини і, побічно, процесора (виходячи з цього — до якої міри може бути розігнаний комп'ютер),
- оперативної пам'яті (тип — наприклад SDRAM, DDR, її максимальний об'єм),
- підключеного відеоадаптера.

У багатьох випадках саме параметри і швидкодія північного мосту визначають вибір реалізованих на материнській платі шин розширення (PCI, PCI Express) системи.
У свою чергу, північний міст з'єднаний з іншою частиною материнської плати через узгоджувальний інтерфейс і південний міст.
На етапі, коли технології виробництва не дозволяють компенсувати збільшення, внаслідок ускладнення внутрішньої схеми, тепловиділення чипа, потужні мікросхеми північного мосту, крім пасивного охолодження (радіатора), для своєї безперебійної роботи вимагають використання індивідуального вентилятора або системи рідинного охолодження.
В наступних архітектурах, починаючи від Intel Nehalem і AMD Sledgehammer відсутній північний міст у вигляді окремого контролера (чипа). Його функція була перенесена в центральний процесор, тим самим спростивши проектування материнських плат і зменшивши кількість активних компонентів останнього.